# ژلیوسکو
ژلیوسکو (به چکی: Želivsko) یک منطقهٔ مسکونی در جمهوری چک است که در شهرستان سویتاوی واقع شده‌است. ژلیوسکو ۳٫۳۲ کیلومتر مربع مساحت و ۴۷ نفر جمعیت دارد و ۵۳۰ متر بالاتر از سطح دریا واقع شده‌است.